# فيرجن إنتراكتف
فيرجن انتراكتف (بالإنجليزية: Virgin Interactive) كانت شركة بريطانية ناشرة لألعاب الفيديو، تأسست سنة 1981. وكانت مملوكة لمجموعة فيرجن البريطانية. قامت بنشر ألعاب شهيرة مثل ريزدنت إيفل المملوكة لكابكوم ولعبة علاء الدين ودوم II: هيل أون إيرث. في 2003 تم الاستحواذ عليها من قبل شركة فرنسية وتم تغيير اسمها إلى أن أغلقت نهائيا في 2005.

## الألعاب
راجع قائمة ألعاب فيرجن انتراكتف